# Thyone bacescoi
Thyone bacescoi is een zeekomkommer uit de familie Phyllophoridae.
De wetenschappelijke naam van de soort werd in 1972 gepubliceerd door Gustave Cherbonnier.